# Antilopa Derbyho
Antilopa Derbyho (Taurotragus derbianus či antilopa středoafrická nebo antilopa obrovská) je největší ze všech antilop, která obývá otevřené savany s hustým porostem. Můžeme ji zpozorovat převážně ve Středoafrické republice, Súdánu, Kamerunu a v Senegalu. Rozeznáváme u ní dva poddruhy: kriticky ohrožený T. d. derbianus, obývající senegalský Národní park Niokolo-Koba, a málo dotčený T. d. gigas, obývající střední Afriku. Populace se odhaduje na 15 000–20 000 kusů.
Západní poddruh antilopy Derbyho se vyskytuje pouze v národním parku Niokolo Koba v Senegalu v počtu posledních 100-200 jedinců. Záchranný program pro kriticky ohrožený západní poddruh probíhá v rezervacích Bandia a Fathala v Senegalu již 10 let pod vedením odborníků a studentů ze spolku Antelope Conservation, který působí na Fakultě tropického zemědělství České zemědělské univerzity v Praze. Národní park Niokolo Koba je pod velkým tlakem pytláků a budoucnost antilop v něm je nejistá. Proto bylo v roce 2000 odchyceno z volné přírody 9 zvířat a umístěno do ochranné obory v rezervaci Bandia. Díky senegalsko-české spolupráci se počet těchto zvířat rozrostl již na 62 jedinců (2010), kteří se ve čtyřech chovných stádech úspěšně rozmnožují.
Zatímco západní poddruh antilopy Derbyho nenajdeme v žádné zoo, východní poddruh je chován v počtu přes 50 jedinců v několika zoologických zahradách ve Spojených státech a v JAR.
Antilopa Derbyho dosahuje 150 až 175 cm výšky v kohoutku a hmotnosti 300 až 1080 kg. Délka těla se pohybuje od 210 do asi 345 cm a délka ocasu mezi 50 až 90 cm. Srst má kaštanovou barvu, u samců je tmavší než u samic. Na ní se táhne od hřbetu až téměř k břichu deset až sedmnáct bílých svislých pruhů. Na nohách, krku a obličeji má výrazné černobílé znaky. Na krku má také dlouhý černobílý lalok kůže a na hřbetě tmavou a krátkou hřívu, která se táhne od hlavy téměř až k ocasu. Obě pohlaví mají poměrně dlouhé, ostré a zakroucené rohy, které jsou u samců většinou větší (dosahují obvykle 120 centimetrů) a silnější. Mláďatům vyrůstají po narození krátké rovné růžky, které se postupně stáčejí až do 4 let věku, podle počtu zákrutů lze tedy přibližně odhadnout věk zvířete.
Antilopy Derbyho obývá otevřené savany s hustým porostem, který jim slouží především jako ochrana před predátory. Jsou to převážně denní živočichové, ale výjimkou není zpozorovat tuto antilopu i na večer nebo v noci. Živí se převážně listy, větvičkami a různými výhonky, patří mezi okusovače. Žijí převážně v kočovných skupinách tvořených zhruba z dvaceti zvířat, ačkoli je možné je zahlédnout i v párech.
Samice rodí po 8-9měsíční březosti jediné mládě, které odstavuje asi ve 4-6 měsících. Mládě má již po narození typické pruhování, které se po celý život nezmění a pro každého jedince je jedinečné jako otisk prstu.
Antilopa Derbyho získala svůj název podle Edwarda Smith-Stanleye, 13. hraběte z Derby, který ve své době vynikal jako vášnivý průzkumník zvěře, kterou pozoroval převážně v oblastech Středoafrické republiky a v Kamerunu.